# Nayanika
Nayanika, levde cirka 50 f.Kr, var en drottning av Satavahana. 
Hon var gift med kung Satakarni. Hennes make avled omkring år 50 f.Kr. och efterträddes av deras son Satakarni II. Eftersom hennes son var ett barn blev hon regent under hans minderårighet. 
Hon är den första kvinnliga regent i Indien som är historiskt bekräftad, även om det finns legender om tidigare regerande kvinnor  (Agathokleia regerade före henne, men i en del av Indien som senare blev Pakistan).